# 드라큘라 (뮤지컬)
뮤지컬 《드라큘라》는 브램 스토커의 동명소설을 각색한 작품으로 400년의 세월 동안 한 여인만을 사랑한 드라큘라 백작의 이야기를 다룬다. 작곡가 프랭크 와일드혼의 서정적이면서도 드라마틱한 음악이 어우러져 2004년 브로드웨이에서 초연되었다.이 뮤지컬의 시초인 브로드웨이판은 전체적으로 드라큘라가 나이많은 인물로 설정이 되었었고 무대가 단조로웠지만 2014년 맨 처음 뮤지컬 드라큘라가 만들어졌을 때 김준수가 드라큘라로 뽑히면서 전체적인 인물나이가 젊어졌고 또한 무대설정까지 화려해졌다.특히 김준수 드라큘라는 다른 드라큘라와 달리 빨강머리로 샤큘이라 불리며 큰 사랑을 받고있다.그는 최초로 2014년,2016년,2020년,2021년도에 공연한 드라큘라 무대에 모두 참여했다.

## 등장 인물
- 드라큘라
- 미나
- 반 헬싱
- 조나단
- 루시
- 랜필드
- 잭 스워드

## 대한민국
한국에서는 2014년 초연, 2016년 재연에 이어 2020년에 다시 무대에 오른다.

### 시즌별 캐스팅 정보
| 시즌     | 2020                 | 2016          | 2014                 |
| -------- | -------------------- | ------------- | -------------------- |
| 드라큘라 | 김준수 전동석 류정한 | 김준수 박은석 | 류정한 김준수 박은석 |
| 미나     | 조정은 임혜영 린지   | 임혜영        | 조정은 정선아        |
| 반헬싱   | 강태을 손준호        | 강홍석        | 양준모               |
| 조나단   | 이충주 진태화        | 진태화        | 카이 조성윤          |

### 공연 정보
- 2014년 7월 15일부터 9월 5일까지 예술의전당 오페라극장에서 한국 초연무대가 열렸다. 류정한 김준수 박은석이 드라큘라 역을 맡았다.[3]
- 2016년 1월 23일부터 2월 9일까지 세종문화회관 대극장에서 김준수, 박은석 더블 캐스팅으로 재연무대가 열렸다.[4]
- 2020년 2월 11일부터 6월 7일까지 샤롯데씨어터에서 김준수-전동석 더블캐스팅으로 삼연이 예정되어있다.[5] 류정한이 드라큘라 역으로 추가 캐스팅되었다.[2]